# Václav Lavička (fotbalista Plzně)
Václav Lavička (9. března 1919 – 8. září 1993) byl český fotbalový útočník.

## Fotbalová kariéra
S fotbalem začínal v západočeském SK Nýřany, s nímž se v sezoně 1935/36 stal mistrem župy a hrál kvalifikaci o divizi českého venkova. Bylo mu teprve 17 let.
V dubnu 1938 přestoupil do SK Viktoria Plzeň a 15. května 1938 odehrál první ligový zápas v Ostravě (0:1). V ročníku 1937/38 Viktoria Plzeň sestoupila, ale již v další sezoně postoupila z divize českého venkova zpět do nejvyšší soutěže. V ročníku 1939/40 zaznamenal Václav Lavička 7 ligových gólů – ten premiérový vstřelil 10. září 1939 v utkání proti Spartě Praha. Zápas skončil 4:4 a Lavička byl během něj vyloučen.
V dalších dvou válečných sezonách dal Václav Lavička za Viktorii Plzeň 4, resp. 3 ligové góly. V létě 1942 klub zapůjčil Lavičku do divizní Olympie Plzeň.
Po válce, v roce 1945, se Václav Lavička vrátil do SK Nýřany, kde nejprve hostoval a v roce 1946 tam přestoupil. V sezoně 1946/47 byl členem týmu SK Nýřany, který postoupil do divize českého venkova. Za Nýřany pak hrál Václav Lavička až do konce kariéry.